# Dengeki hp
Dengeki hp (電撃hp?) fue una revista seinen japonesa publicada por MediaWorks centrada en la publicación de novelas ligeras. La primera edición fue publicada el 18 de diciembre de 1998, y sus primeras ocho ediciones se publicaron trimestralmente; después de esto, se estaba publicando bimensualmente. La revista fue discontinuada en octubre de 2007, y fue sucedida por Dengeki Bunko Magazine en diciembre de 2007.

## Lista de títulos serializados
- 9S
- Aruhi, Bakudan ga Ochide Kite
- Ballad of a Shinigami
- Bokusatsu Tenshi Dokuro-chan
- Cheerful Charmer Momo
- E.G. Combat
- Hanbun no Tsuki ga Noboru Sora
- Inside World
- Inukami!
- Iriya no Sora, UFO no Natsu
- Kino's Journey
- Mamoru-kun ni Megami no Shukufuku wo!
- Nogizaka Haruka no Himitsu
- Shakugan no Shana
- Tensō no Shita no Bashireisu
- Thunder Girl!
- Toradora!
- Toradora Spin-off!
- Watashitachi no Tamura-kun